# Sergej Makarov (calciatore)
Sergej Vasil'evič Makarov (in russo Сергей Васильевич Макаров?; Nekrasovka, 3 ottobre 1996) è un calciatore russo, centrocampista del Rotor.

## Caratteristiche tecniche
È un mediano.

## Carriera

### Club
Cresciuto nel settore giovanile della Lokomotiv Mosca, ha trascorso la prima parte di carriera in Bielorussia con la maglia del Minsk. L'11 marzo 2018 ha esordito in Prem'er-Liga disputando con lo SKA-Chabarovsk l'incontro perso 1-0 contro lo Spartak Mosca.

### Nazionale
Ha giocato nelle nazionali giovanili russe Under-17, Under-19 ed Under-21.

## Palmarès

### Club

#### Competizioni nazionali
- Pervenstvo Futbol'noj Nacional'noj Ligi: 1

Rotor: 2019-2020